# Álvaro Gil-Robles
Álvaro Gil-Robles y Gil-Delgado (ur. 9 września 1944 w Lizbonie) – hiszpański prawnik i nauczyciel akademicki, rzecznik praw obywatelskich (1988–1993), w latach 1999–2006 komisarz praw człowieka Rady Europy.

## Życiorys
Jego ojciec, José María Gil-Robles, należał do założycieli i liderów ugrupowania CEDA. Jego brat, José María Gil-Robles, pełnił funkcję przewodniczącego Parlamentu Europejskiego. Álvaro Gil-Robles ukończył w 1966 studia prawnicze na Uniwersytecie Complutense w Madrycie. Doktoryzował się na tej uczelni, był wykładowcą na macierzystym uniwersytecie, dochodząc do stanowiska profesorskiego. Podjął również praktykę w zawodzie adwokata. W 1980 został prawnikiem w Trybunale Konstytucyjnym.
W 1983 objął stanowisko zastępcy rzecznika praw obywatelskich. W latach 1988–1993 sprawował urząd hiszpańskiego ombudsmana. W październiku 1999 został pierwszym po utworzeniu urzędu komisarzem praw człowieka Rady Europy, funkcję tę pełnił do marca 2006.